# Балто 3: Крилете на промяната
„Балто 3: Крилете на промяната“ (на английски: Balto 3: Wings of Change) е американски анимационен филм от 2004 г. Продължение е на „Балто“ (1995) и „Балто 2: По следите на вълка“ (2004).

## Синхронен дублаж
Филмът има синхронен дублаж на български, осъществен в студио 5 на Александра Аудио. Екипът се състои от:
| Превод              | Златина Тенева |
| Текст на песните    | Румяна Стоянова |
| Озвучаващи артисти  | Венцислава Стоилова Василка Сугарева Светлана Смолева Стефан Сърчаджиев-Съра Явор Каров Лъчезар Стефанов Христо Узунов Здравко Димитров |
| Тонрежисьор         | Ивайло Янев |
| Режисьор на дублажа | Румяна Стоянова |

На 4 октомври 2009 г. Нова Телевизия излъчи филма с български дублаж. Екипът се състои от:
| Преводач             | Венета Маринова                                           |
| Озвучаващи артисти   | Мариана Жикич Христо Узунов Камен Асенов Здравко Методиев |
| Режисьор на дублажа  | Яна Янева                                                 |
| Техническа обработка | Арс Диджитал Студио                                       |
| Тонрежисьор          | Росица Рупчина                                            |